# Liste von Terroranschlägen in Libyen
Die Liste von Terroranschlägen in Libyen beinhaltet eine Übersicht über in Libyen verübte Terroranschläge.

## Erläuterung
In der Spalte Politische Ausrichtung ist die politische bzw. weltanschauliche Einordnung der Täter angegeben: faschistisch, rassistisch, nationalistisch, nationalsozialistisch, sozialistisch, kommunistisch, antiimperialistisch, islamistisch (schiitisch, sunnitisch, deobandisch, salafistisch, wahhabitisch), hinduistisch. Bei vorrangig auf staatliche Unabhängigkeit oder Autonomie zielender Ausrichtung ist autonomistisch vorangestellt, gefolgt von der Region oder der Volksgruppe und ggf. weiteren Merkmalen der Täter: armenisch, irisch (katholisch), kurdisch, tirolisch, tschetschenisch, dagestanisch, punjabisch (sikhistisch), palästinensisch.
Die Opferzahlen der Anschläge werden farbig dargestellt:

Die Zahl bei den Anschlägen getöteter/verletzter Täter ist in Klammern ( ) gesetzt.

## 2013
| Datum/Beginn      | Ort      | Artikel/Quelle(n) | Täter | Politische Ausrichtung | Mittel                     | Ziel         | Tote | Verletzte | Hintergrund |
| ----------------- | -------- | ----------------- | ----- | ---------------------- | -------------------------- | ------------ | ---- | --------- | ----------- |
| 13. Mai 2013      | Bengasi  | [ 1 ]             |       |                        | Autobombe                  | Krankenhaus  | 9    | 30        |             |
| 15. November 2013 | Tripolis | [ 2 ]             |       |                        | Schusswaffen, Panzerfäuste | Milizgebäude | 42   | 400       |             |

## 2014
| Datum/Beginn       | Ort                   | Artikel/Quelle(n) | Täter                                                                           | Politische Ausrichtung     | Mittel                                   | Ziel                                       | Tote   | Verletzte | Hintergrund                     |
| ------------------ | --------------------- | ----------------- | ------------------------------------------------------------------------------- | -------------------------- | ---------------------------------------- | ------------------------------------------ | ------ | --------- | ------------------------------- |
| 17. März 2014      | Bengasi               | [ 3 ]             |                                                                                 |                            | Selbstmordattentäter mit Autobombe       | Militärakademie                            | 9 (+1) | 20        |                                 |
| 16. Mai 2014       | Bengasi               | [ 4 ] [ 5 ]       | Haftar-Miliz                                                                    |                            | Raketen                                  | Militär- und Milizstützpunkte, Zivilisten  | 75     | 141       | Bürgerkrieg in Libyen seit 2014 |
| 18. Mai 2014       | Tripolis              | [ 6 ]             | Haftar-Miliz                                                                    |                            | Lkw-Flugabwehrgeschütze, Mörser, Raketen | Parlamentsgebäude                          | 2 (+4) | 60        | Bürgerkrieg in Libyen seit 2014 |
| 23. Mai 2014       | Bengasi               | [ 7 ]             | Shura Council of Benghazi Revolutionaries                                       | islamistisch               | Rakete                                   | Wohngebäude                                | 0      | 20        | Bürgerkrieg in Libyen seit 2014 |
| 02. Juni 2014      | Bengasi               | [ 8 ]             | Ansar al-Scharia                                                                | islamistisch, salafistisch | Artillerie                               | Milizstützpunkt                            | 21     | 112       | Bürgerkrieg in Libyen seit 2014 |
| 13. Juli 2014      | Tripolis              | [ 9 ]             |                                                                                 |                            | Raketen, Panzerfäuste, Maschinengewehre  | Tripoli International Airport, Milizionäre | 6      | 25        | Bürgerkrieg in Libyen seit 2014 |
| 21. Juli 2014      | Bengasi               | [ 10 ]            | Ansar al-Scharia                                                                | islamistisch, salafistisch |                                          | Milizionäre                                | 5      | 29        | Bürgerkrieg in Libyen seit 2014 |
| 26. Juli 2014      | Tripolis              | [ 11 ]            |                                                                                 |                            | Rakete                                   | Arbeiter                                   | 23     |           | Bürgerkrieg in Libyen seit 2014 |
| 26. Juli 2014      | Tripolis              | [ 12 ]            |                                                                                 |                            | Rakete                                   | Zivilisten                                 | 29     |           | Bürgerkrieg in Libyen seit 2014 |
| 26. Juli 2014      | Tripolis              | [ 13 ]            |                                                                                 |                            | Rakete                                   | Arbeiter                                   | 7      | 20        | Bürgerkrieg in Libyen seit 2014 |
| 02. August 2014    | Tripolis              | [ 14 ]            |                                                                                 |                            | Artillerie                               | Zivilisten                                 | 22     |           | Bürgerkrieg in Libyen seit 2014 |
| 24. September 2014 | Ubari                 | [ 15 ]            |                                                                                 |                            | Schusswaffen                             | Polizeistation                             | 0      | 27        | Bürgerkrieg in Libyen seit 2014 |
| 02. Oktober 2014   | Bengasi               | [ 16 ]            | Shura Council of Benghazi Revolutionaries, Ansar al-Scharia, Libya Shield Force | islamistisch, salafistisch | 2 Selbstmordattentäter mit Autobomben    | Flughafen Bengasi, Kontrollpunkt           | 7 (+2) | 52        | Bürgerkrieg in Libyen seit 2014 |
| 11. Oktober 2014   | al-Dschabal al-Gharbi | [ 17 ]            | Zintan Brigades                                                                 |                            | Sprengstoff                              | Dorf, Milizionäre                          | 21     | 43        | Bürgerkrieg in Libyen seit 2014 |
| 12. November 2014  | Tobruk                | [ 18 ]            | IS                                                                              | salafistisch, wahhabitisch | Selbstmordattentäter mit Autobombe       | Zivilisten                                 | 0 (+1) | 20        | Bürgerkrieg in Libyen seit 2014 |

## 2015
| Datum/Beginn     | Ort     | Artikel/Quelle(n) | Täter                                     | Politische Ausrichtung       | Mittel                                | Ziel                                         | Tote    | Verletzte | Hintergrund                     |
| ---------------- | ------- | ----------------- | ----------------------------------------- | ---------------------------- | ------------------------------------- | -------------------------------------------- | ------- | --------- | ------------------------------- |
| 06. Februar 2015 | Bengasi | [ 19 ]            | IS                                        | salafistisch, wahhabitisch   | Selbstmordattentäter mit Autobombe    | Kontrollpunkt, Zivilisten                    | 3 (+1)  | 20        | Bürgerkrieg in Libyen seit 2014 |
| 20. Februar 2015 | Gubba   | [ 20 ] [ 21 ]     | IS                                        | salafistisch, wahhabitisch   | 2 Selbstmordattentäter mit Autobomben | Polizeihauptquartier, Tankstelle, Zivilisten | 32 (+2) | 44        | Bürgerkrieg in Libyen seit 2014 |
| 01. März 2015    | Bengasi | [ 22 ]            |                                           |                              | Mörser                                | Wohnviertel                                  | 2       | 31        | Bürgerkrieg in Libyen seit 2014 |
| 12. Juni 2015    | Darna   | [ 23 ]            | IS                                        | salafistisch, wahhabitisch   | Schusswaffen                          | Demonstranten                                | 7       | 30        | Bürgerkrieg in Libyen seit 2014 |
| 22. Juni 2015    | Bengasi | [ 24 ]            | Muslimische Extremisten                   |                              | Autobombe                             | Soldaten                                     | 4       | 20        | Bürgerkrieg in Libyen seit 2014 |
| 28. Juni 2015    | Darna   | [ 25 ]            | Shura Council of Mujahideen in Derna      | islamistisch                 |                                       | Soldaten                                     | 21      | 0         | Bürgerkrieg in Libyen seit 2014 |
| 03. Juli 2015    | Bengasi | [ 26 ]            | Shura Council of Benghazi Revolutionaries | islamistisch                 | Raketen                               | Militärstützpunkt                            | 6       | 20        | Bürgerkrieg in Libyen seit 2014 |
| 28. Juli 2015    | Bengasi | [ 27 ] [ 28 ]     | Islamische Fundamentalisten               | islamisch-fundamentalistisch | Selbstmordattentäter mit Autobombe    | Soldaten                                     | 9 (+1)  | 21        | Bürgerkrieg in Libyen seit 2014 |
| 14. August 2015  | Sirte   | [ 29 ]            | IS                                        | salafistisch, wahhabitisch   | Brandstiftung                         | Krankenhaus                                  | 22      |           | Bürgerkrieg in Libyen seit 2014 |
| 29. August 2015  | Darna   | [ 30 ]            | IS                                        | salafistisch, wahhabitisch   | Raketen                               | Wohngebäude                                  | 5       | 25        | Bürgerkrieg in Libyen seit 2014 |
| 23. Oktober 2015 | Bengasi | [ 31 ]            |                                           |                              | Mörser, Raketen                       | Demonstranten                                | 12      | 39        | Bürgerkrieg in Libyen seit 2014 |

## 2016
| Datum/Beginn      | Ort        | Artikel/Quelle(n) | Täter                                     | Politische Ausrichtung     | Mittel                                | Ziel                         | Tote    | Verletzte | Hintergrund                     |
| ----------------- | ---------- | ----------------- | ----------------------------------------- | -------------------------- | ------------------------------------- | ---------------------------- | ------- | --------- | ------------------------------- |
| 07. Januar 2016   | Misrata    | [ 32 ]            | IS                                        | salafistisch, wahhabitisch | Selbstmordattentäter mit Autobombe    | Küstenwachentrainingszentrum | 65 (+1) | 100       | Bürgerkrieg in Libyen seit 2014 |
| 03. Februar 2016  | Bengasi    | [ 33 ]            | IS                                        | salafistisch, wahhabitisch | Granaten, Scharfschützengewehre       | Soldaten, Zivilisten         | 3       | 24        | Bürgerkrieg in Libyen seit 2014 |
| 15. April 2016    | Bengasi    | [ 34 ]            | IS                                        | salafistisch, wahhabitisch | Autobomben                            | Soldaten                     | 6 (+5)  | 25        | Bürgerkrieg in Libyen seit 2014 |
| 18. Mai 2016      | Surt       | [ 35 ] [ 36 ]     | IS                                        | salafistisch, wahhabitisch | 2 Selbstmordattentäter mit Autobomben | Soldaten                     | 32 (+2) | 50        | Bürgerkrieg in Libyen seit 2014 |
| 06. Juli 2016     | Bengasi    | [ 37 ]            | IS                                        | salafistisch, wahhabitisch | Selbstmordattentäter mit Autobombe    | Militärstützpunkt            | 12 (+1) | 35        | Bürgerkrieg in Libyen seit 2014 |
| 02. August 2016   | Bengasi    | [ 38 ]            | Shura Council of Benghazi Revolutionaries | islamistisch               | Selbstmordattentäter mit Autobombe    | Soldaten, Zivilisten         | 22 (+1) | 20        | Bürgerkrieg in Libyen seit 2014 |
| 18. August 2016   | nahe Sirte | [ 39 ] [ 40 ]     | IS                                        | salafistisch, wahhabitisch | 2 Selbstmordattentäter mit Autobomben | Soldaten                     | 10 (+2) | 20        | Bürgerkrieg in Libyen seit 2014 |
| 21. November 2016 | Bengasi    | [ 41 ]            |                                           |                            | Autobombe                             | Krankenhaus                  | 3       | 20        | Bürgerkrieg in Libyen seit 2014 |
| 02. Dezember 2016 | Sirte      | [ 42 ]            | IS                                        | salafistisch, wahhabitisch | 2 Selbstmordattentäterinnen           | Milizionäre                  | 4 (+2)  | 38        | Bürgerkrieg in Libyen seit 2014 |

## 2017
| Datum/Beginn     | Ort               | Artikel/Quelle(n) | Täter                                       | Politische Ausrichtung     | Mittel                            | Ziel                        | Tote   | Verletzte | Hintergrund                     |
| ---------------- | ----------------- | ----------------- | ------------------------------------------- | -------------------------- | --------------------------------- | --------------------------- | ------ | --------- | ------------------------------- |
| 18. Mai 2017     | Wadi asch-Schati’ | [ 43 ]            | Benghazi Defense Brigades, Misrata Brigades |                            | Schuss- und Stichwaffen           | Militärflughafen            | 140+   |           | Bürgerkrieg in Libyen seit 2014 |
| 04. Oktober 2017 | Misrata           | [ 44 ]            | IS                                          | salafistisch, wahhabitisch | 3 Selbstmordattentäter, Autobombe | Gerichtsgebäude, Zivilisten | 4 (+3) | 21        | Bürgerkrieg in Libyen seit 2014 |

## 2018
| Datum/Beginn      | Ort           | Artikel/Quelle(n)    | Täter                                                   | Politische Ausrichtung     | Mittel                                              | Ziel                             | Tote    | Verletzte | Hintergrund                     |
| ----------------- | ------------- | -------------------- | ------------------------------------------------------- | -------------------------- | --------------------------------------------------- | -------------------------------- | ------- | --------- | ------------------------------- |
| 15. Januar 2018   | nahe Tripolis | [ 45 ]               | Bashir al-Baqarah                                       |                            | Schusswaffen                                        | Militärflughafen                 | 20      | 69        | Bürgerkrieg in Libyen seit 2014 |
| 23. Januar 2018   | Bengasi       | [ 46 ] [ 47 ] [ 48 ] | vermutlich IS/Shura Council of Benghazi Revolutionaries | salafistisch, wahhabitisch | 2 Autobomben                                        | Moschee                          | 41      | 80        | Bürgerkrieg in Libyen seit 2014 |
| 09. Februar 2018  | Bengasi       | [ 49 ] [ 50 ]        |                                                         |                            | Sprengstoff                                         | Moschee                          | 2       | 143       | Bürgerkrieg in Libyen seit 2014 |
| 02. Mai 2018      | Tripolis      | [ 51 ] [ 52 ]        | IS                                                      | salafistisch, wahhabitisch | Selbstmordattentäter, Schusswaffe(n), Brandstiftung | Hauptquartier der Wahlkommission | 16 (+2) | 20        | Bürgerkrieg in Libyen seit 2014 |
| 25. Mai 2018      | Bengasi       | [ 53 ] [ 54 ]        | IS                                                      | salafistisch, wahhabitisch | Autobombe                                           | Hotel                            | 7       | 20        | Bürgerkrieg in Libyen seit 2014 |
| 27. Dezember 2018 | Murzuq        | [ 55 ] [ 56 ]        | Tschadische Extremisten                                 |                            | Schusswaffen                                        | Militärlager                     | 7       | 43        | Bürgerkrieg in Libyen seit 2014 |

## 2019
| Datum/Beginn   | Ort      | Artikel/Quelle(n)    | Täter | Politische Ausrichtung | Mittel       | Ziel                   | Tote | Verletzte | Hintergrund                     |
| -------------- | -------- | -------------------- | ----- | ---------------------- | ------------ | ---------------------- | ---- | --------- | ------------------------------- |
| 16. April 2019 | Tripolis | [ 57 ] [ 58 ] [ 59 ] |       |                        | Raketen      | Distrikte, Wohnviertel | 6    | 35        | Bürgerkrieg in Libyen seit 2014 |
| 11. Juli 2019  | Bengasi  | [ 60 ] [ 61 ]        |       |                        | 2 Autobomben | Beerdigung             | 4    | 33        | Bürgerkrieg in Libyen seit 2014 |